# Harvest of Hits
| Recensione | Giudizio |
| ---------- | -------- |
| AllMusic   |          |

Harvest of Hits fu pubblicato dalla casa discografica Capitol Records nel 1950, a nome Nat King Cole and His Trio, sia in un cofanetto con 3 dischi da 45 giri e sia su LP da 10 pollici in vinile.

## Disco 1
Lato A (45-123)
1. Straighten Up and Fly Right (Gruppo vocale con accompagnamento strumentale) – 2:23 (Irving Mills, Nat "King" Cole) – Registrato il 30 novembre 1943 al C.P. MacGregor Studios, Los Angeles, California

Lato B (45-2193)
1. Nature Boy (Voce di King Cole con orchestra diretta da Frank DeVol) – 2:37 (Eden Ahbez) – Registrato il 22 agosto 1947 al Radio Recorders, Hollywood, California

## Disco 2
Lato A (45-1096)
1. You Call It Madness (But I Call It Love) (Voce di King Cole) – 3:02 (Con Conrad, Gladys DuBois, Russ Columbo, Paul Gregory) – Registrato il 1º maggio 1946 al Radio Recorders, Hollywood, California

Lato B (45-767)
1. The Frim Fram Sauce (Voce di King Cole) – 3:15 (Joe Ricardel, Redd Evans) – Registrato l'11 ottobre 1945 al WMCA, New York

## Disco 3
Lato A (45-1029)
1. Route 66 (Voce di King Cole) – 3:00 (Bob Troup) – Registrato il 15 marzo 1946 al Radio Recorders, Hollywood, California

Lato B (45-124)
1. Gee Baby, Ain't I Good to You (Voce di King Cole) – 2:54 (testo: Andy Razaf – musica: Don Redman) – Registrato il 30 novembre 1943 al C.P. MacGregor Studios, Los Angeles, California

## Tracce

### LP (Capitol Records, H/L-213)
Lato A
1. Straighten Up and Fly Right – 2:23 (Irving Mills, Nat King Cole)
2. You Call It Madness (But I Call It Love) – 3:02 (Con Conrad, Gladys DuBois, Russ Columbo, Paul Gregory)
3. (Get Your Kicks On) Route 66 – 3:00 (Bob Troup)
4. Lush Life – 3:15 (Billy Strayhorn) – Registrato il 29 marzo 1949 al WMGM, New York

Lato B
1. Kee-Mo Ky-Mo (The Magic Song) – 2:19 (Roy Alfred, Bob Hilliard) – Registrato il 15 agosto 1947 al Radio Recorders, Hollywood, California
2. Gee Baby, Ain't I Good to You – 2:54 (testo: Andy Razaf – musica: Don Redman)
3. The Frim Fram Sauce – 3:15 (Joe Ricardel, Redd Evans)
4. Nature Boy – 2:37 (Eden Ahbez)

## Musicisti
Straighten Up and Fly Right / Gee Baby, Ain't I Good to You
- Nat King Cole – voce, pianoforte
- Oscar Moore – chitarra
- Johnny Miller – contrabbasso
- Johnny Mercer – produttore

You Call It Madness (But I Call It Love)
- Nat King Cole – voce, pianoforte
- Oscar Moore – chitarra
- Johnny Miller – contrabbasso
- Jim Conkling – produttore

(Get Your Kicks On) Route 66
- Nat King Cole – voce, pianoforte
- Oscar Moore – chitarra
- Johnny Miller – contrabbasso

Lush Life
- Nat King Cole – voce, pianoforte
- Irving Ashby – chitarra
- Joe Comfort – contrabbasso
- Mel Zelnick – batteria
- Jack Costanzo – bongos
- Pete Rugolo – arrangiamenti, conduttore orchestra
- Sid Cooper – clarinetto, flauto
- Al Richman – corno francese
- Zelly Smirnoff – violino
- Lou Stone – violino
- George Zorning – violino
- Frank York – violino
- George Koch – violino
- Dick Freitag – viola
- Rudy Sims – viola
- Pete Makas – violoncello
- Ray Sabinsky – violoncello

Kee-Mo Ky-Mo (The Magic Song)
- Nat King Cole – voce, pianoforte, celeste
- Oscar Moore – chitarra
- Johnny Miller – contrabbasso

The Frim Fram Sauce
- Nat King Cole – voce, pianoforte
- Oscar Moore – chitarra
- Johnny Miller – contrabbasso

Nature Boy
- Nat King Cole – voce, pianoforte, celeste
- Oscar Moore – chitarra
- Johnny Miller – contrabbasso
- Buddy Cole – celeste
- Frank DeVol – arrangiamenti, conduttore orchestra
- Floyd Dornbach – flauto
- Jules Kinsler – flauto
- Arthur Frantz – corno francese
- Buddy Cole – celeste
- George Smith – chitarra
- Tom Romersa – batteria
- Sam Albert – viola
- Harry Bluestone – viola
- Dave Frisina – viola
- Erno Neufeld – viola
- Joseph Quadri – viola
- Mischa Russell – viola
- Paul Lowenkron – violino
- Cyril Towbin – violino [1]